# Paruline orangée
Protonotaria citrea
Genre
Espèce
Statut de conservation UICN

 LC  : Préoccupation mineure
La Paruline orangée (Protonotaria citrea) est une espèce de passereaux de la famille des Parulidae, l'unique représentante du genre Protonotaria.

## Répartition

zone de nidification
zone d'hivernage